# Foment Deportiu Cassanenc
El Foment Deportiu Cassanenc és un club poliesportiu de Cassà de la Selva fundat el 1964 i amb seccions de bàsquet, hoquei, natació, patinatge i tennis taula.

## Història
El setembre de 1964 es funda el Fomento Deportivo Cassanense per un grup de persones del poble. El primer president de l'entitat fou Francesc Nadal i Oller. A l'inici de 1965 es van aprovar els estatuts.
Amb la finalitat de promocionar l'esport, el Fomento Deportivo Cassanense va sol·licitar ajudes per tirar endavant l'avantprojecte de construir un complex poliesportiu, que constaria d'una piscina de trenta-tres metres, piscina infantil i tots els edificis complementaris.
L'ajuntament de Cassà, el març de 1965, en sessió plenària, va prendre l'acord de cedir a l'entitat, Fomento Deportivo Cassanense un tros de terreny a prop de la via del tren per a destinar-lo exclusivament a la construcció d'un complex poliesportiu.
Per a la construcció del complex, la junta de l'entitat va sol·licitar a les administracions públiques les subvencions necessàries. Al mateix temps, començà a fer campanya entre els cassanencs per a recaptar ajuda. Val a dir que les aportacions dels convilatans fou molt important. Finalment el 17 de juny de 1967 foren inaugurades les tan desitjades instal·lacions esportives.
La primera secció esportiva va ser la natació, promoguda pel senyor Francesc Duch i Mascort. El 19 de març de 1968, amb l'acabament de les obres i la inauguració de la pista poliesportiva, es crearen les seccions de bàsquet, handbol, hoquei patins i tennis taula que al llarg dels disset anys, fins a l'arribada del pavelló, varen mantenir viva la pràctica de l'esport. Més tard s'incorporarà la secció de patinatge artístic.
La junta que regia l'entitat el 1980, amb el president Narcís Negre i Espinet, davant l'increment constant d'esportistes que practicaven els diferents esports en aquesta entitat, van impulsar un nou projecte per tal de disposar d'un espai cobert que permetés la pràctica de l'esport en millors condicions.
Vint anys després es repetia la història i novament la junta del Fomento Deportivo Cassanense va sol·licitar ajuts de les administracions autonòmiques i locals, complementades amb les aportacions dels cassanencs, fins a fer possible la construcció del pavelló que fou inaugurat a l'octubre de 1985.
A partir de l'any 1990 el president és Francesc Nadal Vidal. Amb adaptació dels estatuts l'any 1992 l'entitat passà a anomenar-se Foment Deportiu Cassanenc.

## Secció de bàsquet
Actualment la secció de bàsquet competeix, amb el nom d'Obres i Desmonts SL-FDC a la lliga EBA espanyola i està afiliat amb el CB Sant Josep Girona.

### Trajectòria sènior masculí
| Temporada | Nom equip               | Classificació | Lliga                   |
| --------- | ----------------------- | ------------- | ----------------------- |
| 2000/01   | Masterfrio Cassanenc    | 13-17 (11è)   | Copa Catalunya          |
| 2001/02   | FD Cassanenc-Cotec      | 3-27 (Últim)  | Copa Catalunya, descens |
| 2002/03   | FD Cassanenc-Cotec      | 12-18 (13è)   | 1a catalana             |
| 2003/04   | FD Cassanenc-Cotec      | 21-9 (4t)     | 1a catalana             |
| 2004/05   | FD Cassanenc-Cotec      | 19-11 (4t)    | 1a catalana             |
| 2005/06   | FD Cassanenc-Cotec      | 19-11 (2n)    | 1a catalana i ascens    |
| 2006/07   | FD Cassanenc Akasvayu   | 13-17 (10è)   | Copa Catalunya          |
| 2007/08   | FD Cassanenc Akasvayu   | 18-12 (5è)    | Copa Catalunya          |
| 2008/09   | Obres i Desmonts SL-FDC | en joc        | Lliga EBA               |